# 賴斯特敦 (馬里蘭州)
賴斯特敦（英語：Reistertown）是位於美國馬里蘭州巴爾的摩縣的一個普查規定居民點。

## 人口
根據2020年美國人口普查的數據，賴斯特敦的面積為13.20平方千米，當中陸地面積為13.19平方千米，而水域面積為0.01平方千米。當地共有人口26822人，而人口密度為每平方千米2,031.97人。